# Nocticolidae
Los nocticólidos (Nocticolidae) son una familia de insectos del orden Blattodea (cucarachas y termitas). Contiene muchas cucarachas domésticas comunes.

## Géneros
Contiene los géneros siguientes:
- Alluaudellina
- Cardacopsis
- Cardacus
- Metanocticola
- Nocticola
- Spelaeoblatta
- Typhloblatta
- Typhloblattodes